# Final da Taça dos Clubes Campeões Europeus de 1979–80
A Final da Taça dos Clubes Campeões Europeus de 1979-80 foi um jogo de futebol realizado no Estádio Santiago Bernabéu, em Madrid, Espanha (o local foi decidido pela UEFA em Zurique em 5 de outubro de 1979), em 28 de Maio de 1980. 
O Nottingham Forest da Inglaterra derrotou o Hamburger SV, da Alemanha Ocidental, por 1-0. Aos 21 minutos, John Robertson venceu o goleiro do Hamburgo, Rudolf Kargus, e fez o único gol do jogo. 
Esse gol deu ao Nottingham Forest o bi-campeonato da  Liga dos Campeões. A vitória também fez do Forest o primeiro clube a ter ganho a Liga dos Campeões mais vezes do que a Primeira Divisão nacional.

## Rota para a Final
| Nottingham Forest | Nottingham Forest | Nottingham Forest | Nottingham Forest | Fase              | Hamburger SV   | Hamburger SV | Hamburger SV | Hamburger SV |
| ----------------- | ----------------- | ----------------- | ----------------- | ----------------- | -------------- | ------------ | ------------ | ------------ |
| Oponente          | Total             | 1º jogo           | 2º jogo           |                   | Oponente       | Total        | 1º jogo      | 2º jogo      |
| Öster             | 3–1               | 2–0 (C)           | 1–1 (F)           | Primeira fase     | Valur          | 5–1          | 3–0 (F)      | 2–1 (C)      |
| Argeș Pitești     | 4–1               | 2–0 (C)           | 2–1 (F)           | Segunda fase      | Dinamo Tbilisi | 6–3          | 3–1 (C)      | 3–2 (F)      |
| Dynamo Berlin     | 3–2               | 0–1 (C)           | 3–1 (F)           | Quartas de finall | Hajduk Split   | 3–3          | 1–0 (C)      | 2–3 (F)      |
| Ajax              | 2–1               | 2–0 (C)           | 0–1 (F)           | Semifinal         | Real Madrid    | 5–3          | 0–2 (F)      | 5–1 (C)      |

## Partida

### Detalhes
| 28 de maio de 1980 | Nottingham Forest | 1 – 0     | Hamburgo | Santiago Bernabéu, Madrid                    |
| 20:30              | Robertson 21'     | Relatório |          | Público: 51 000 Árbitro: POR António Garrido |

| Nottingham Forest | Hamburger SV |

| GK           | 1  | Peter Shilton     |     |
| DF           | 2  | Viv Anderson      |     |
| DF           | 3  | Frank Gray        | 78' |
| MF           | 4  | John McGovern (c) |     |
| DF           | 5  | Larry Lloyd       |     |
| DF           | 6  | Kenny Burns       | 21' |
| MF           | 7  | Martin O'Neill    |     |
| MF           | 8  | Ian Bowyer        |     |
| FW           | 9  | Garry Birtles     |     |
| MF           | 10 | Gary Mills        | 67' |
| MF           | 11 | John Robertson    |     |
| Substitutes: |    |                   |     |
| MF           |    | John O'Hare       | 67' |
| MF           |    | Bryn Gunn         | 78' |
| Manager:     |    |                   |     |
| Brian Clough |    |                   |     |

| GK           | 1  | Rudolf Kargus     |     |
| DF           | 2  | Manfred Kaltz     |     |
| DF           | 3  | Peter Nogly (c)   | 72' |
| DF           | 4  | Ditmar Jakobs     |     |
| DF           | 5  | Ivan Buljan       |     |
| MF           | 6  | Holger Hieronymus | 46' |
| MF           | 7  | Kevin Keegan      |     |
| MF           | 8  | Caspar Memering   |     |
| FW           | 9  | Jürgen Milewski   |     |
| MF           | 10 | Felix Magath      |     |
| FW           | 11 | Willi Reimann     |     |
| Substitutes: |    |                   |     |
| MF           | 14 | Horst Hrubesch    | 46' |
| Manager:     |    |                   |     |
| Branko Zebec |    |                   |     |